# Roses (Imanbek remix)
Roses is een nummer van de Guyaans-Amerikaanse rapper Saint Jhn uit 2016. In 2019 bracht de Kazachse dj Imanbek een remix van het nummer uit, die de wereld over ging.
De originele versie van het nummer was nergens succesvol. De remix van de 19-jarige dj Imanbek werd wereldwijd een enorme hit, met een nummer 1-notering in twaalf landen, waaronder Nederland (Nederlandse Top 40 en Single Top 100). In de Amerikaanse Billboard Hot 100 schopte het nummer het tot de vierde plaats. In 2020 stond het nummer op de tweede plek in de Dance 15 van The X Vibe, een jaarlijkse hitlijst met de populairste dancenummers van het jaar.

## Awards en nominaties
| Jaar | Organisatie            | Award                                 | Resultaat   | Ref.  |
| ---- | ---------------------- | ------------------------------------- | ----------- | ----- |
| 2020 | MTV Video Music Awards | Song of Summer                        | Genomineerd | [ 1 ] |
| 2021 | Grammy Awards          | Best Remixed Recording, Non-Classical | Gewonnen    | [ 2 ] |